# Soltjärnen (Floda socken, Dalarna)
Soltjärnen är en sjö i Gagnefs kommun i Dalarna och ingår i Dalälvens huvudavrinningsområde.